# Université de la Ruhr à Bochum
L’université de la Ruhr à Bochum (Ruhr-Universität Bochum, RUB) est une université allemande située à Bochum, dans le quartier de Querenburg. L'université est aujourd'hui l'une des plus grandes d'Allemagne, avec environ 38 700 étudiants. Elle participe à des coopérations inter-universitaires et des échanges d'étudiants au travers du Réseau d'Utrecht.

## Historique

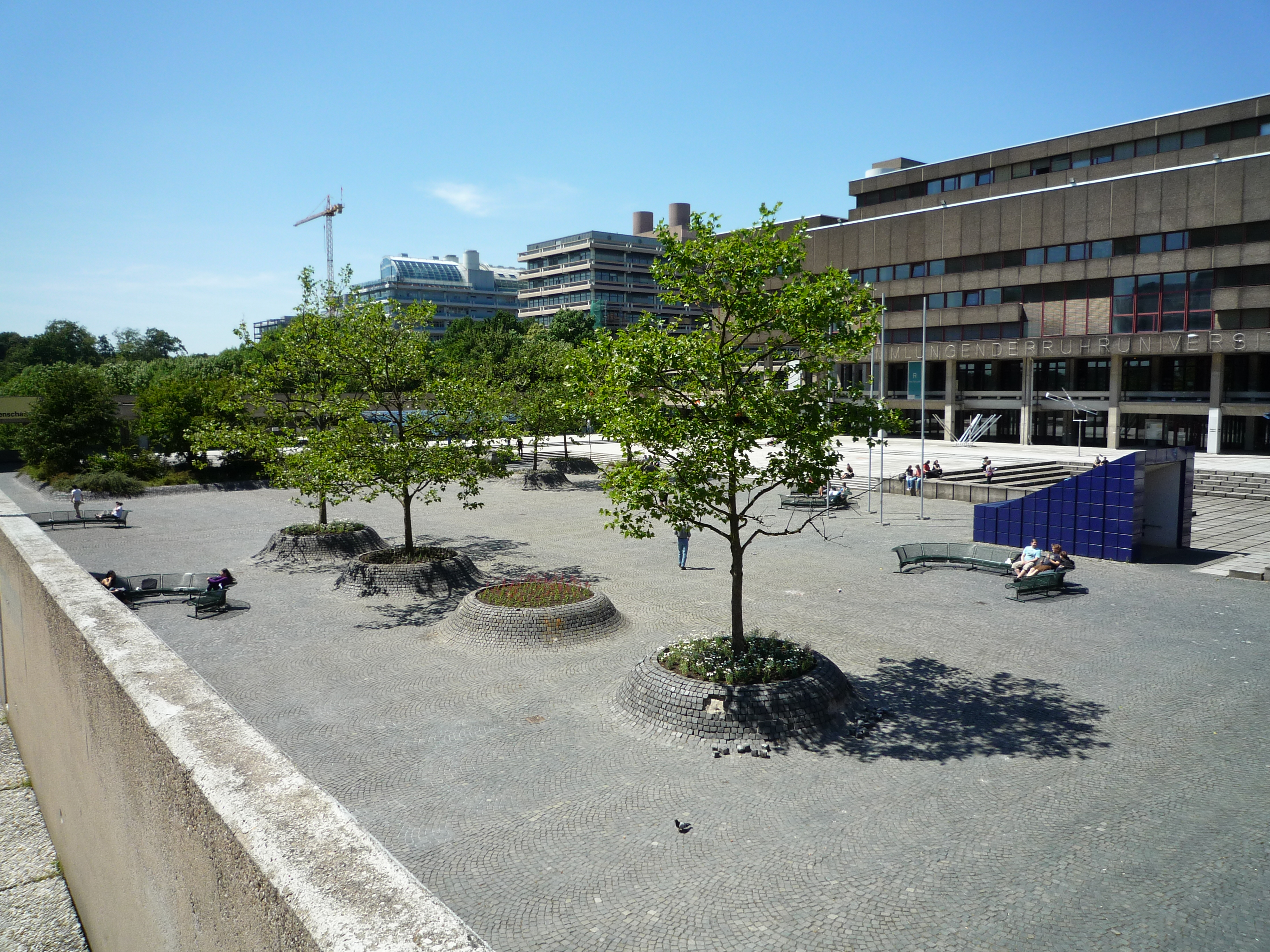
Forum Audimax à RUB

### Fondation
L'histoire de l'Université de la Ruhr à Bochum commence en 1948, lorsque le parlement du land de Rhénanie-du-Nord-Westphalie décide de la création d'un second pôle universitaire dans la région. La ville de Dortmund semblait partir favorite mais après douze années de négociation, c'est bien le site de Bochum-Querenburg qui est choisi et les fonds sont débloqués pour l'achat du site pour la région.
Les plans de l'université ont été choisis parmi 85 projets et c'est finalement ceux du bureau de Helmut Hentrich, Hubert Petschnigg & Partners venant de Düsseldorf qui ont été sélectionnés.
La construction commence officiellement le 2 janvier 1964 avec la faculté des sciences de l'ingénieur. La construction des bâtiments des sciences humaines, médicales, physiques et naturelles commença en juin 1965 et s'achèvera en août 1969. La cafétéria, l'auditorium, la bibliothèque universitaire et l'esplanade centrale furent eux bâtis entre 1971 et août 1974.

### Réformes et agrandissements
L'université de Bochum est l'une des premières universités  en Allemagne à adopter les standards internationaux du bachelor et de la maîtrise tels que stipulés dans le Processus de Bologne, qui ont remplacé les traditionnels Diplom et Magister allemands. Hormis quelques cas particuliers comme le droit, ce processus s'est poursuivi et tous les diplômes été convertis.
Vers la fin des années 2000, l'université décide d'agrandir ses locaux tout d'abord pour les Sciences de l'ingénieur et les sciences humaines. En mars 2009, l'université commence la construction d'un bâtiment supplémentaire « ID », il est inauguré le 17 novembre 2010. De plus, l'université a planifié une extension « GD » qui devrait être terminée en 2013. Les nouveaux bâtiments servent dans un premier temps à y transférer le contenu des locaux existants, pour permettre de complètement rénover les anciens bâtiments une fois vidés. L'intégralité du projet sera terminé aux alentours de 2020.

## Structure
L'université de Bochum est presque entièrement située sur le campus de Querenburg, au sud de la ville. Le centre de la faculté est majoritairement occupé par les bâtiments communs. L'entrée principale est dans le prolongement du pont qui enjambe l'Universitätstraße (la rue de l'Université) avec, au centre, la station de métro. On trouve ensuite la bibliothèque universitaire, le bâtiment des amphithéâtres, le grand auditorium et la mensa (cafétéria) .

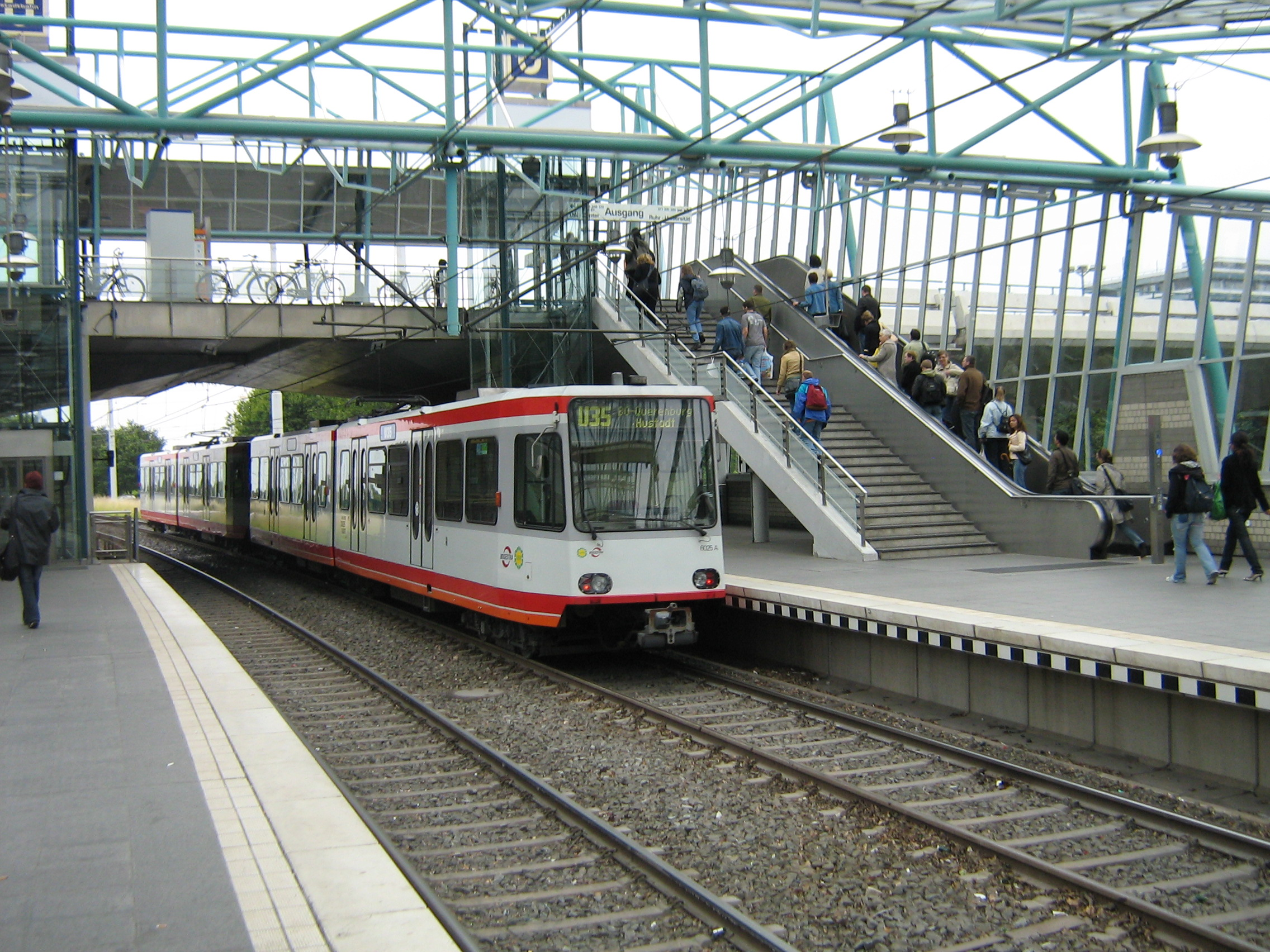
L'arrêt de métro.
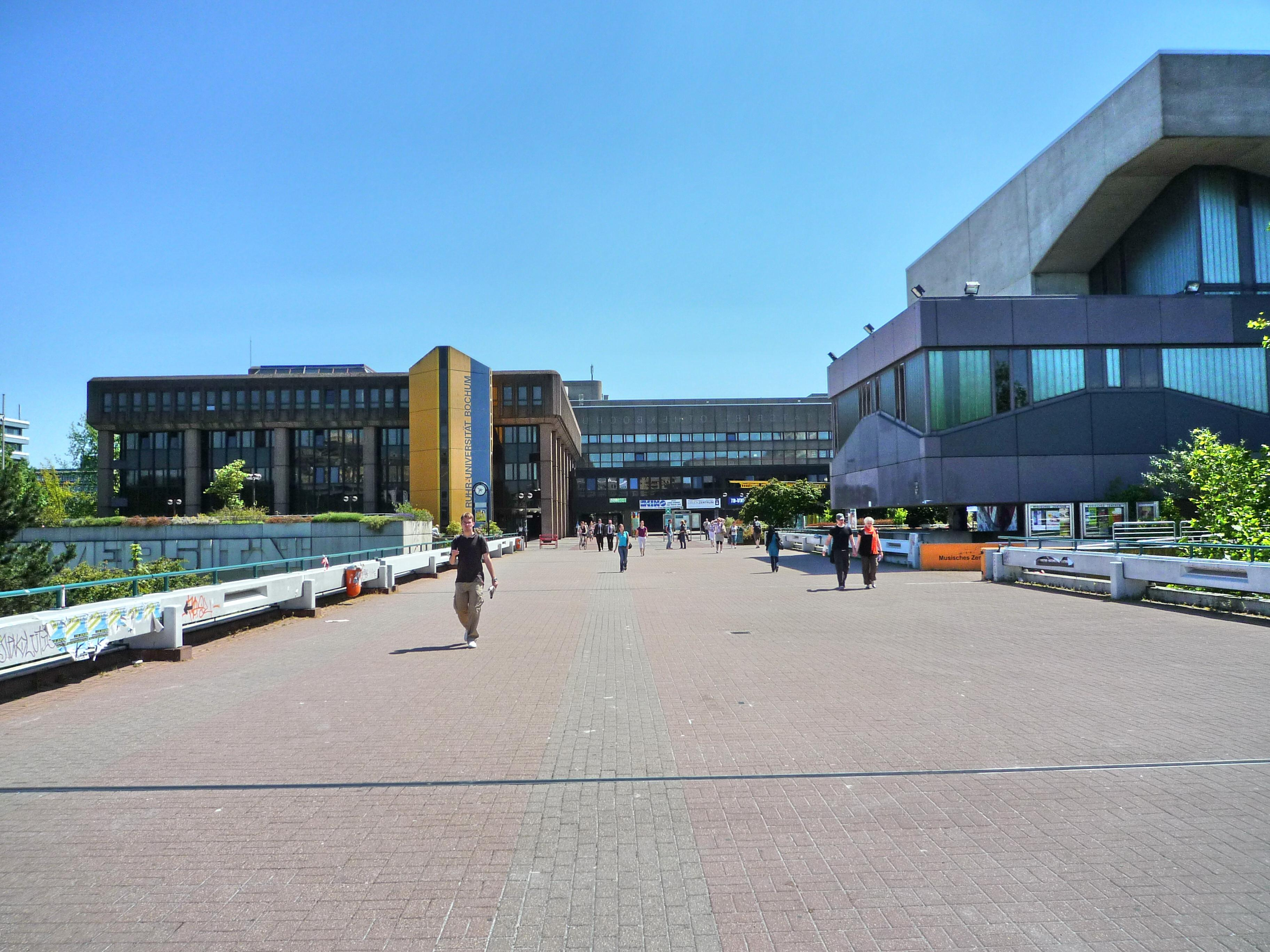
L'entrée piétonne principale.
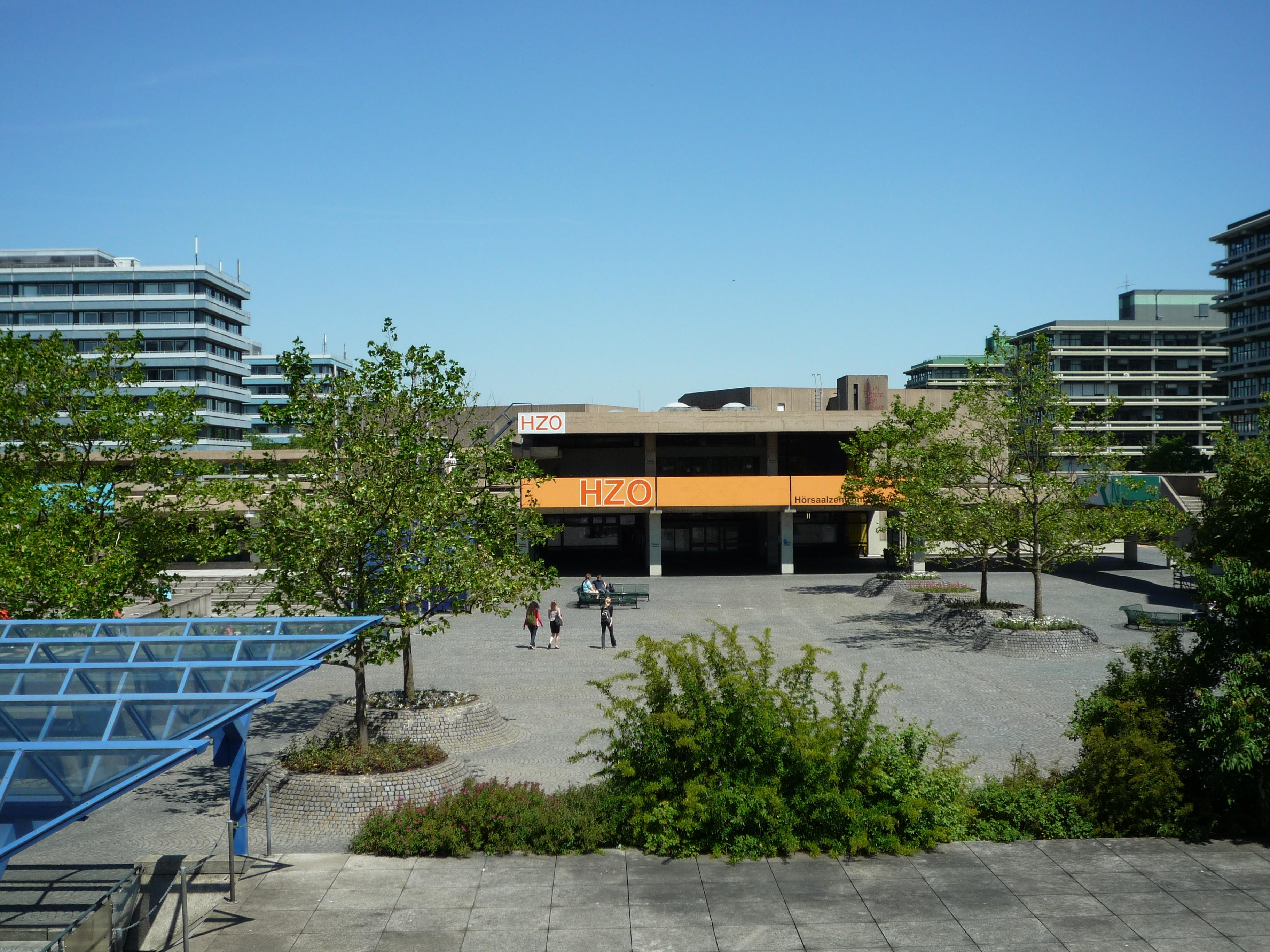
Le bâtiment des amphithéâtres (HZO).
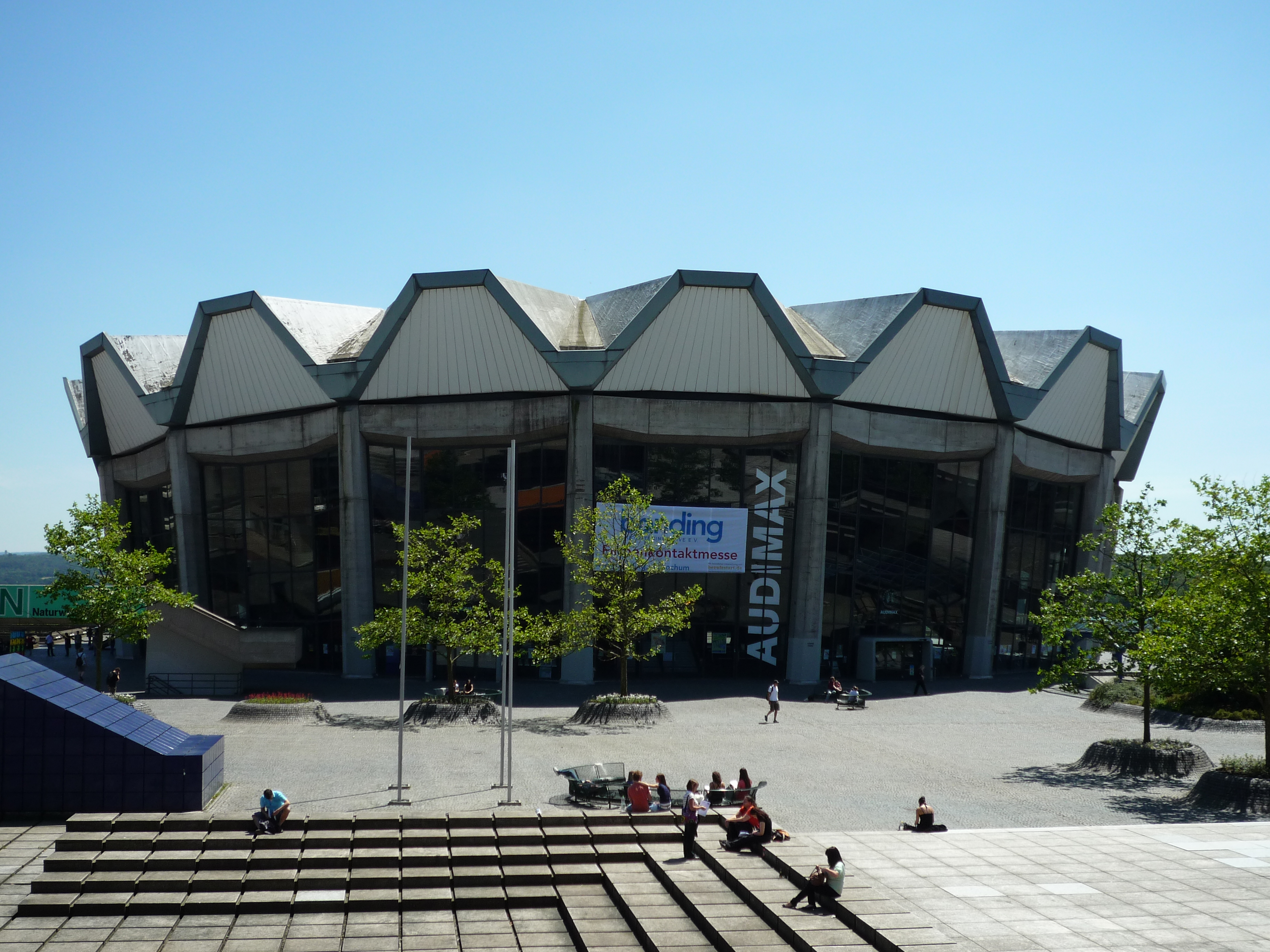
Grand Auditorium (AUDI Max).

Le campus est séparé en cinq grands ensembles qui regroupent des domaines d'études apparentés ainsi que les parties administratives ou communes.
La Faculté se compose donc des bâtiments « G » consacrés aux sciences humaines et symbolisé par la couleur jaune. Des bâtiments « N » consacrés aux sciences naturelles et physiques, de couleurs verte. Les bâtiments « I » sont eux consacrés aux sciences de l'ingénieur et de couleur bleue. Le bâtiment « M » consacré aux sciences médicales est rouge. Enfin, les autres bâtiments sont symbolisés par la couleur orange bien qu'ils ne soient pas peints de cette couleur ,.

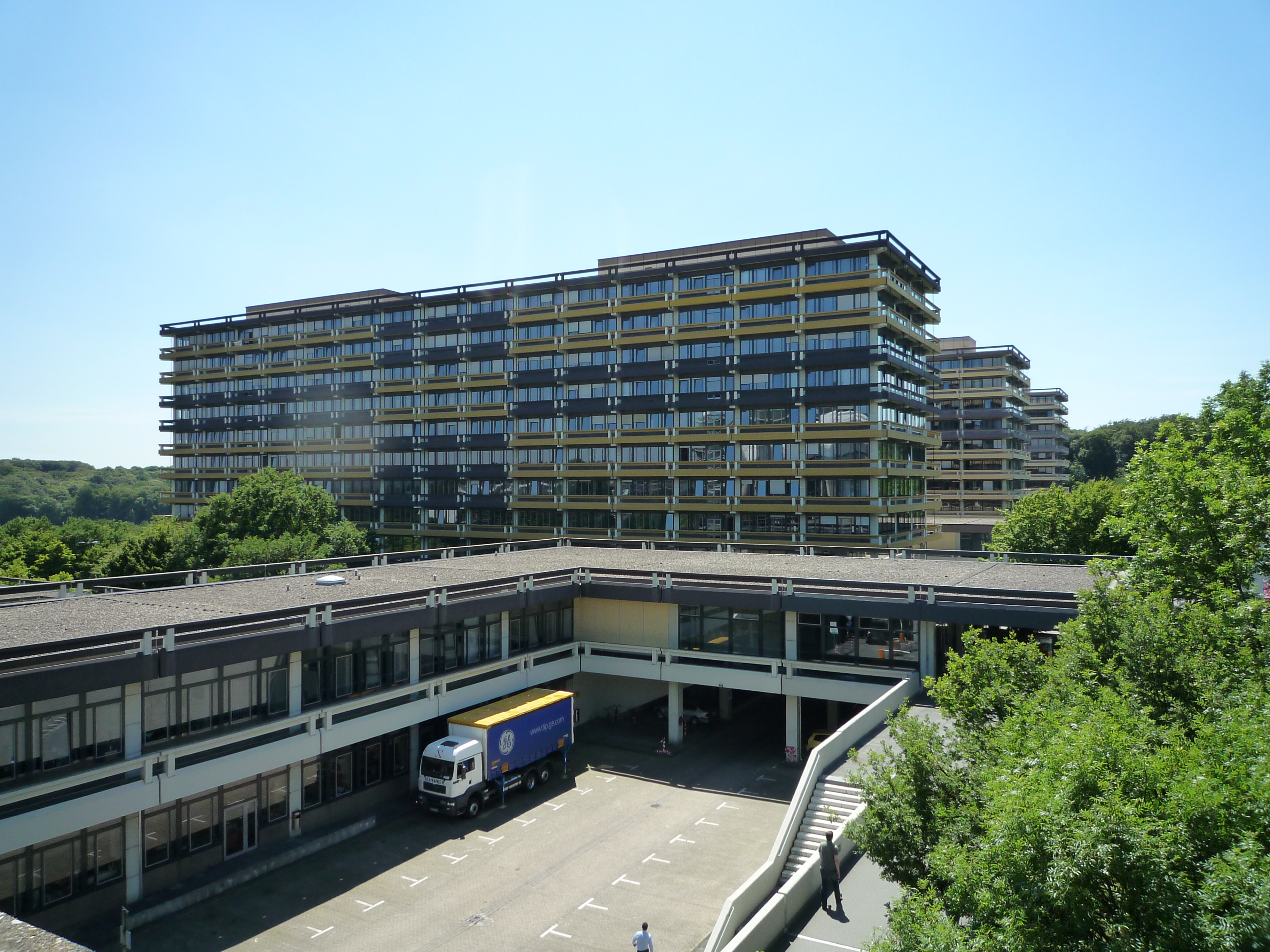
Les bâtiments « G » pour les sciences humaines (Geisteswissenschaften).
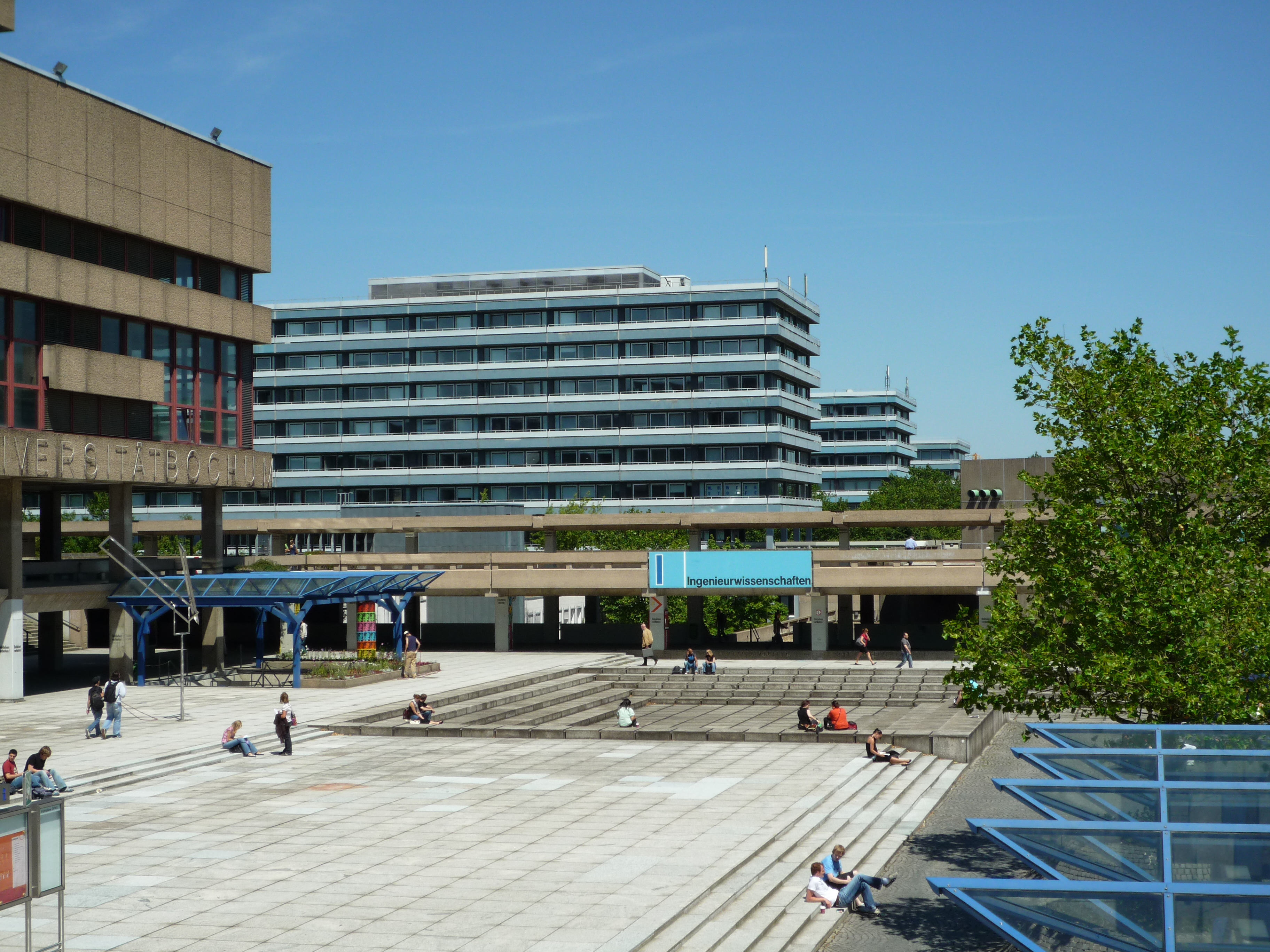
Les bâtiments « I » pour les sciences de l'ingénieur (Ingenieurwissenschaften).
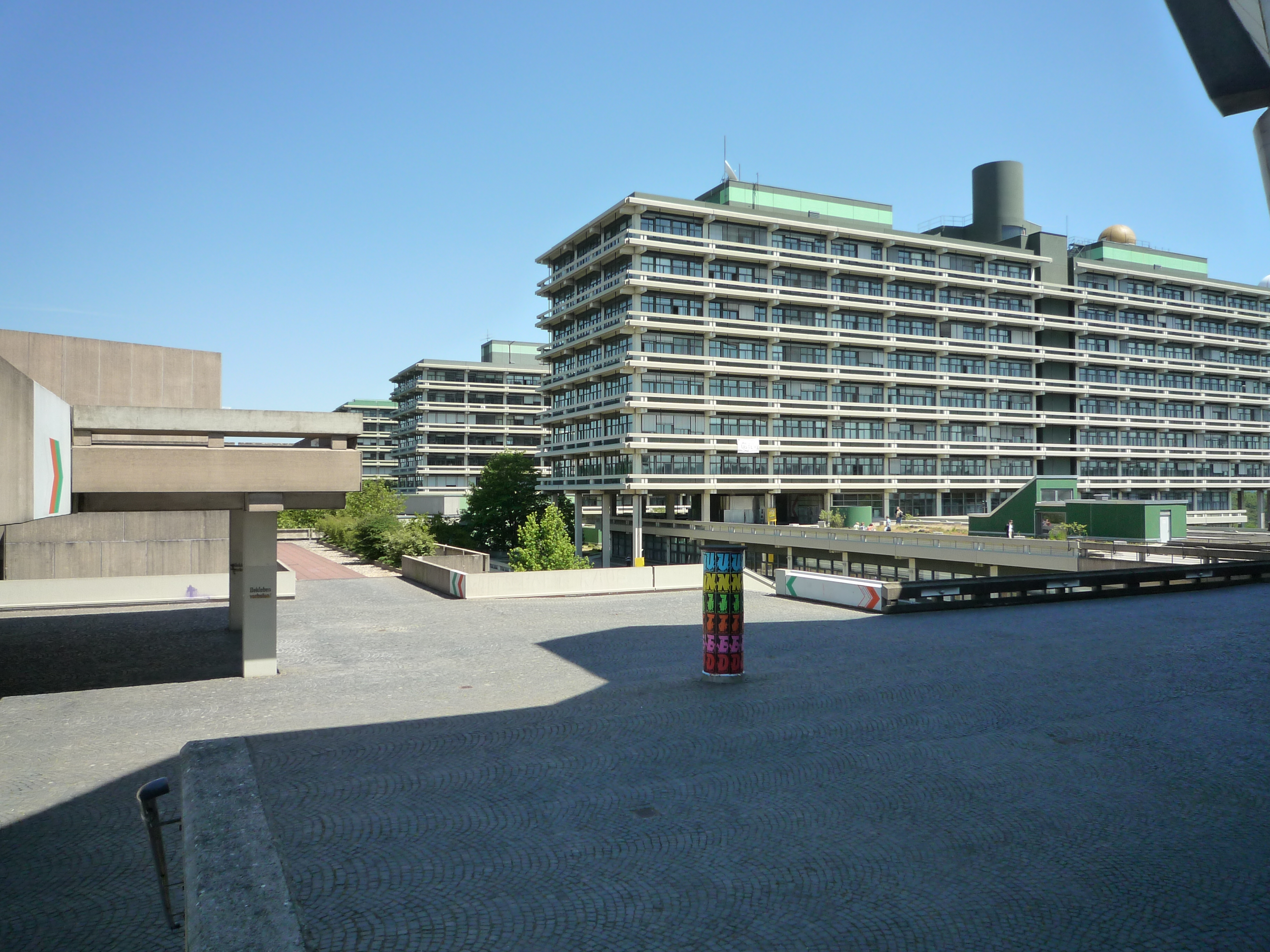
Les bâtiments « N » pour les sciences physique et naturelles (Naturwissenschaften).
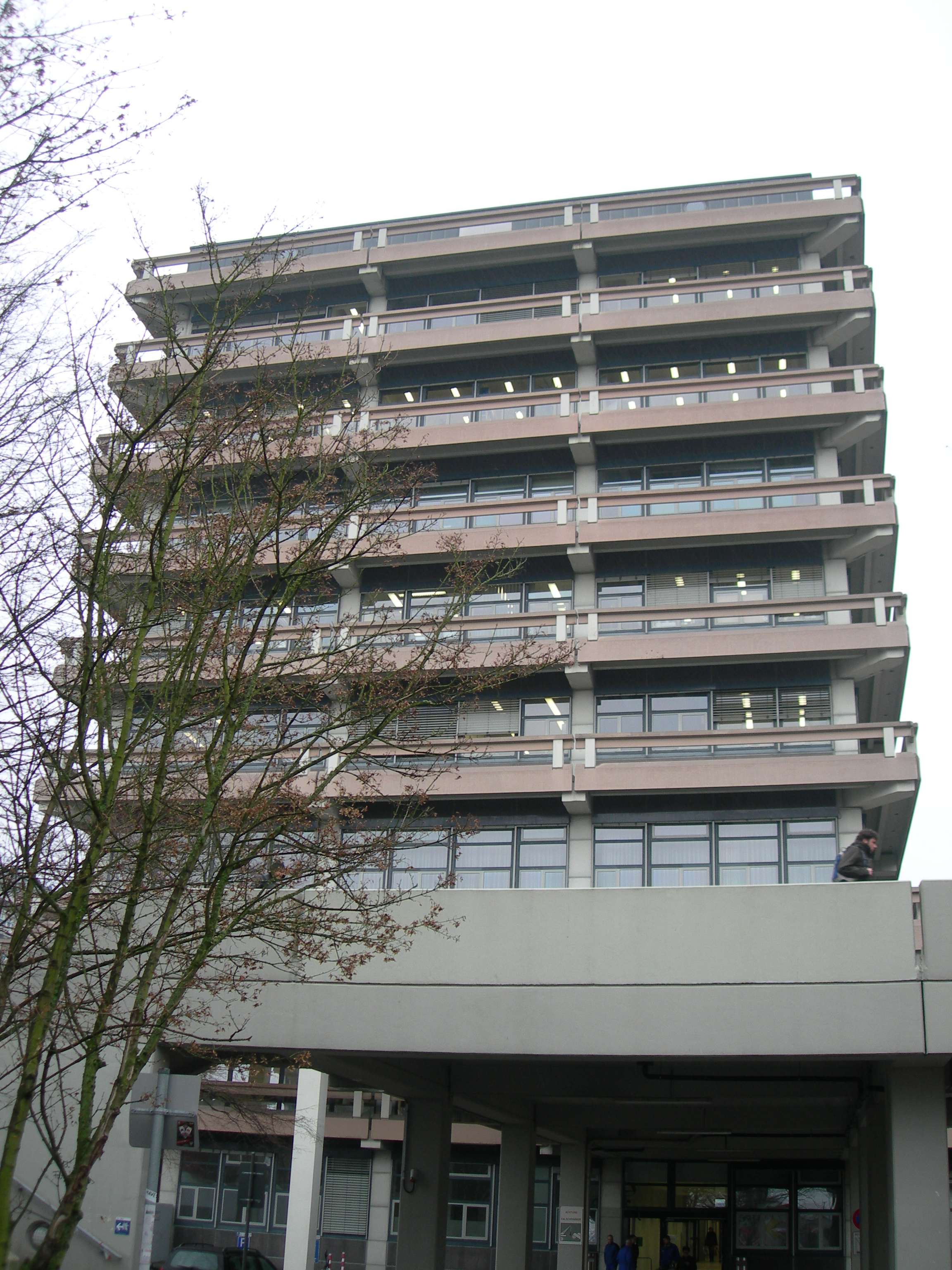
Le bâtiment « M » pour les sciences médicales (Medizin).

### Sciences humaines
- Faculté de théologie catholique ou évangélique
- Faculté de philosophie et pédagogie
- Faculté d'histoire
- Faculté de philologie
- Faculté de droit
- Faculté de sciences économiques
- Faculté de sociologie
- Faculté des études de l'Asie de l'Est
- Faculté de sport
- Faculté de psychologie
- Institut du facteur humain

### Sciences de l'ingénieur
- Faculté du génie civil et génie écologique
- Faculté du génie mécanique
- Faculté d'électrotechnique et des technologies de l'information et de la communication

### Sciences physiques et naturelles
- Faculté de mathématiques
- Faculté de physique et astronomie
- Faculté de sciences de la Terre
- Faculté de chimie et biochimie
- Faculté de biologie et biotechnologie

### Sciences médicales
- Faculté de médecine

## Formation

### Bachelors
Conformément aux standards du Processus de Bologne les bachelors se déroulent sur 6 semestres. L'université de la Ruhr à Bochum propose 64 sujets de bachelor. Les étudiants peuvent étudier les matières qu'ils souhaitent après avoir validé leur Abitur ou équivalent. Néanmoins, il leur est nécessaire de passer un examen d'état ou clérical spécifique pour les matières comme le droit, la médecine ainsi que pour la théologie catholique et évangélique.

### Masters
Les masters se déroulent en quatre semestres. En ce qui concerne les masters, l'université propose 80 sujets différents, auxquels sont à ajouter les masters spécifiquement consacrés à l'enseignement, qui couvrent les mêmes domaines que les masters conventionnels.

### Relations internationales
L'université est membre du Réseau d'Utrecht et participe aussi aux échanges Erasmus. On compte 2 346 étudiants étrangers de 130 nations différentes ;  de plus, environ 400 étudiants sont intégrés au programme d'échange de cette université. En outre, à travers l'UMAR - Université Allemande Metropole Ruhr, l'université possède des bureaux à New York, Moscou, São Paulo et Rio de Janeiro. Leur mission est de guider et encadrer les étudiants et professeurs étrangers dans les trois université partenaires.

### Répartitions entre les cursus
|                                  | Effectifs | Répartition hommes/femmes |
| Sciences humaines                | 20 026    | 43 % / 57 %               |
| Sciences de l'ingénieur          | 6 357     | 81 % / 19 %               |
| Sciences physiques et naturelles | 5 605     | 56 % / 44 %               |
| Sciences médicales               | 1 878     | 39 % / 61 %               |
| Total                            | 34 024    | 52 % / 48 %               |

## Vie étudiante

### Le système informatique destiné aux étudiants: RUBicon et RUB mobile
L'université utilise un système informatique commun sur tout le campus, pour que les étudiants choisissent et s'inscrivent aux cours. Les étudiants possèdent une puce sur leur carte étudiante qui leur permet d'accéder à leurs données. le RUBicon permet de s'inscrire aux matières choisies et aux examens mais aussi d'accéder aux cours et exercices que les professeurs mettent en ligne.
En plus de cela il existe l'application pour téléphone mobile RUB mobile pour que les étudiants aient plus facilement accès à leurs données.

### Le journal de l'université: RUBens
L'université propose son propre journal destiné aux étudiants appelé RUBens. Les sujets qu'il aborde peuvent être les avancées scientifiques des chercheurs de l'université, les études sur l'insertion professionnelle, et plus largement tout ce qui a trait à l'actualité du campus.

## Points d'intérêts

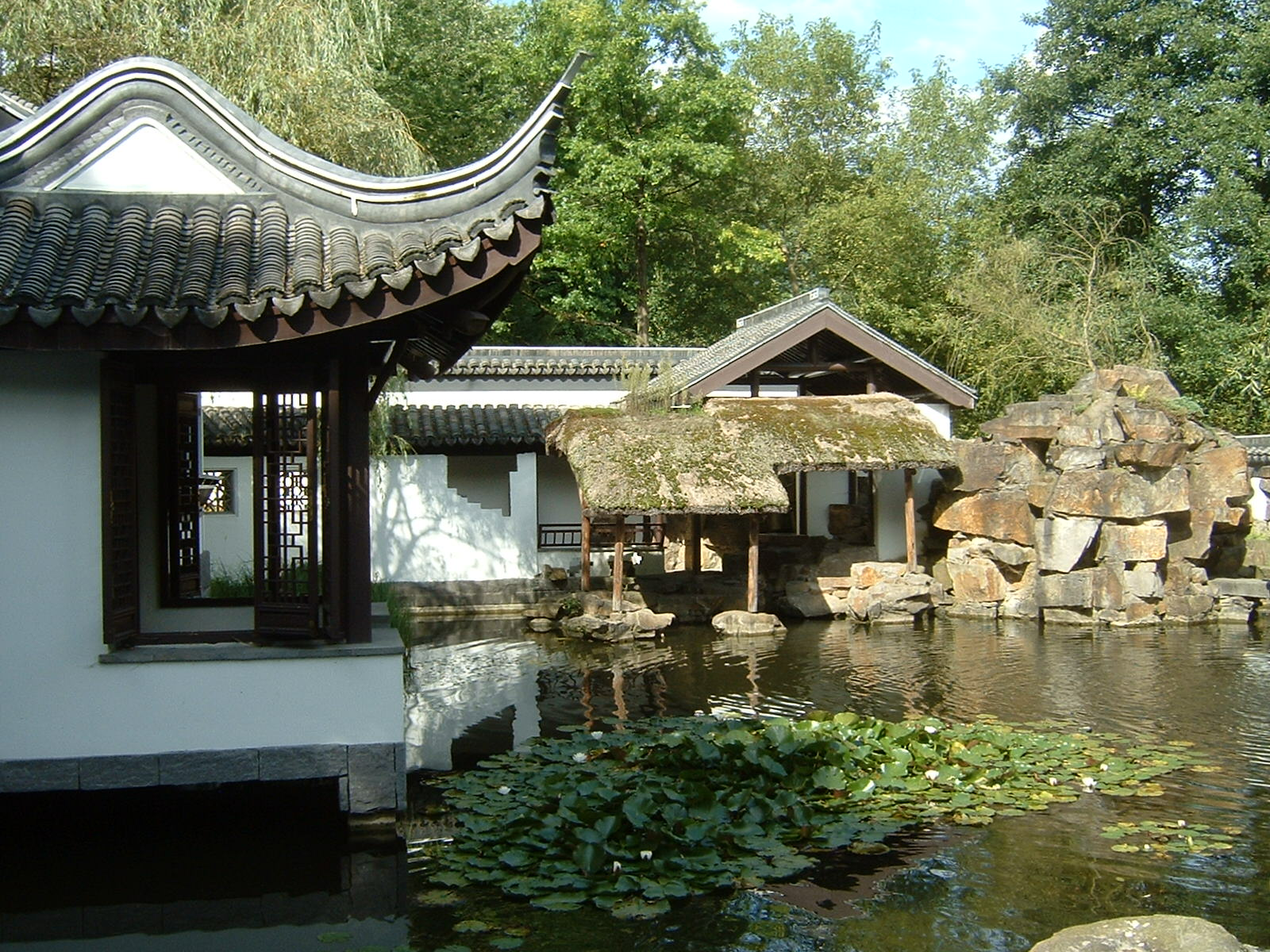
Jardin botanique chinois.

- C'est dans cette université que se situe la Hegel-Archiv regroupant les archives des œuvres de Georg Wilhelm Friedrich Hegel.
- Le jardin botanique ainsi que le jardin chinois tous deux situé au sud de la faculté, à proximité des bâtiments « N ».

## Personnalités liées à l'université

### Recteurs
Depuis la création de l’université, douze recteurs se sont succédé à la tête de l’établissement. Le recteur actuel de l’université est Elmar W. Weiler.
Chronologie des présidents de l'université de la Ruhr à Bochum :
| Prof. Dr. Heinrich Greeven      | (1965-1967)   |
| Prof. Dr. Kurt H. Biedenkopf    | (1967-1969)   |
| Prof. Dr. Hans Faillard         | (1969-1972)   |
| Prof. Dr. Siegfried Grosse      | (1972-1973)   |
| Prof. Günter Ewald              | (1973-1975)   |
| Prof. Dr. Peter Meyer-Dohm      | (1975-1979)   |
| Prof. Dr. Knut Ipsen            | (1979-1989)   |
| Prof. Dr.-Ing. Wolfgang Maßberg | (1989-1993)   |
| Prof. Dr. Manfred Bormann       | (1993-1998)   |
| Prof. Dr. Dietmar Petzina       | (1998-2002)   |
| Prof. Dr.-Ing. Gerhard Wagner   | (2002-2006)   |
| Prof. Dr. Elmar W. Weiler       | (2006-2015)   |
| Prof. Dr. Axel Schölmerich      | (depuis 2015) |

### Professeurs
- Gabriele Wülker, professeure d'études sociales
- Annike Krahn, footballeuse allemande internationale
- Holger Osieck, entraîneur de football
- Mario Theissen, ancien directeur de l'écurie de Formule 1 BMW Sauber F1 Team

## Sources
- (de) Cet article est partiellement ou en totalité issu de l’article de Wikipédia en allemand intitulé « Ruhr-Universität Bochum » (voir la liste des auteurs).